# 송백강릉 편액
송백강릉 편액은 대한민국 경상북도 청송군 청송읍, 한국국학진흥원에 있는 현판이다. 2010년 12월 1일 청송군의 문화유산 제17호로 지정되었다.

## 개요
찬경루 편액과 동시기에 제작된 것으로 당초에는 안평대군이 직접 쓴 현판이다.

## 같이 보기
- 찬경루 편액